# (1327) Namaqua
(1327) Namaqua es un asteroide que forma parte del cinturón de asteroides y fue descubierto por Cyril V. Jackson el 7 de septiembre de 1934 desde el observatorio Union de Johannesburgo, República Sudaficana.

## Designación y nombre
Namaqua se designó al principio como 1934 RT.
Más adelante fue nombrado por los namaquas, un pueblo del sur de África.

## Características orbitales
Namaqua orbita a una distancia media de 2,781 ua del Sol, pudiendo alejarse hasta 3,23 ua y acercarse hasta 2,332 ua. Su excentricidad es 0,1614 y la inclinación orbital 5,815°. Emplea 1694 días en completar una órbita alrededor del Sol.